# Trompenburgstraat
Trompenburgstraat is een straat in de Rivierenbuurt in Amsterdam-Zuid.

## Geschiedenis en ligging

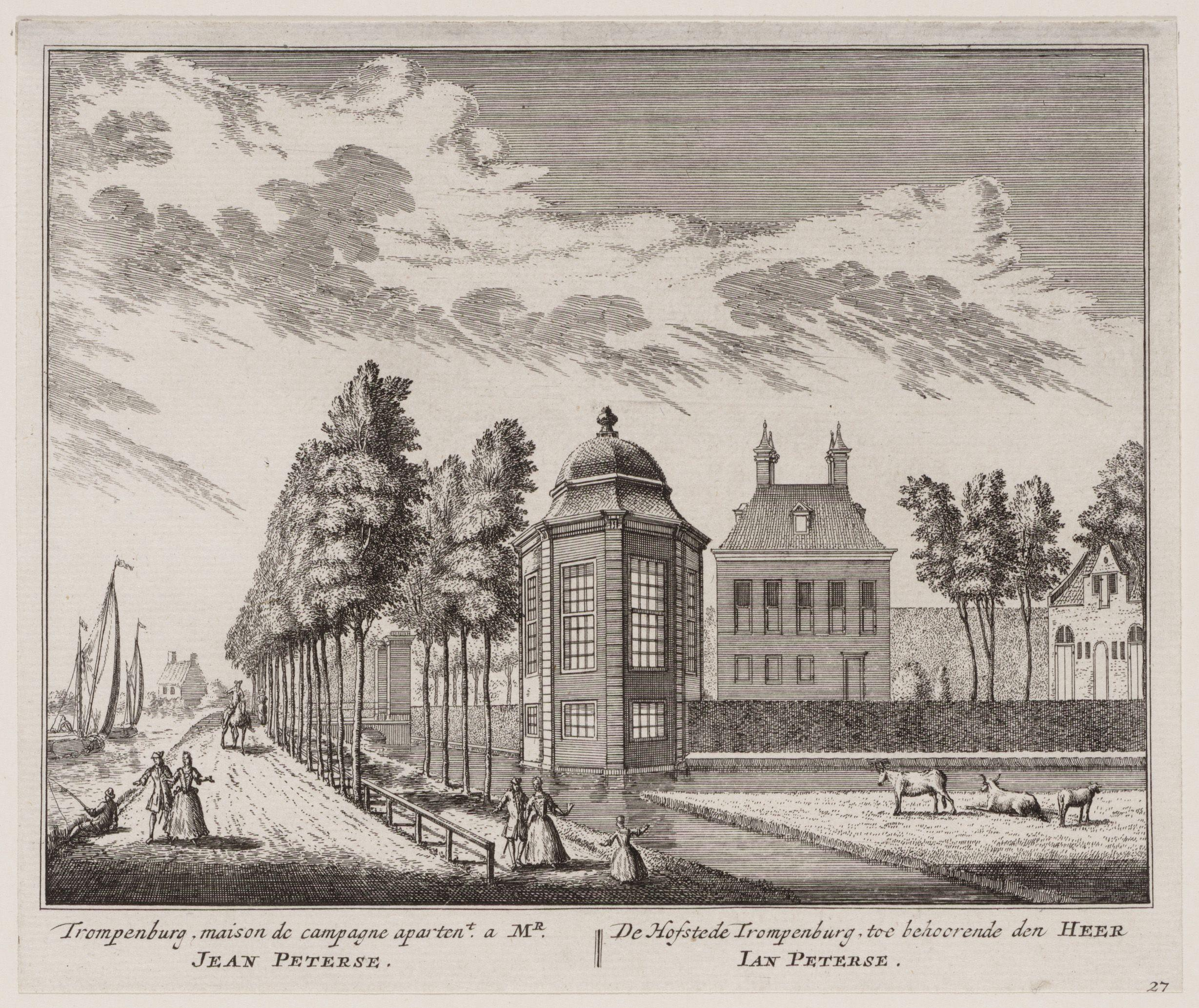
Trompenburg door Abraham Rademaker rond 1730

De straat kreeg in afwijking van de overige straten hier in deze buurt al op 21 december 1899 haar naam. De straat kreeg toen de naam Trompstraat een vernoeming naar Cornelis Tromp, net als Nicolaas Witsen later, bewoner van buitenplaats Trompenburg (Trompenburgh) gelegen aan de Amstel en Amsteldijk. De buitenplaats werd eind 19e eeuw alleen nog vertegenwoordigd door een toegangshek/poort. Rond 1900 vestigde autofabriek Spyker (Industriële Maatschappij Trompenburg) zich daar, bouwde een fabriek en enkele arbeiderswoningen. Amper een kwart eeuw later kwam diezelfde gemeente in de problemen, want bij de annexatie van de gemeente Sloten kwam de Maarten Harpertszoon Trompstraat (vernoemd naar de vader van Cornelis Tromp Maarten Harpertszoon Tromp) binnen de Amsterdamse gemeentegrenzen te liggen. Om verwarring te voorkomen kreeg de straat in Zuid op 22 maart 1922 een nieuwe naam: Trompenburgstraat. In 1924 en 1930 werd de straat nog geherdefinieerd, want toen werd de wijk Rivierenbuurt ingericht en verschenen er ook straten vernoemd naar rivieren (of wat daarmee te maken heeft). Trompenburg behield daarbij haar naam en ligt tussen straten als de Gaaspstraat (riviertje Gaasp).
De straat begint aan de Amsteldijk/President Kennedylaan. De Trompenburg straat loopt vanaf daar westwaarts, kruist de Gaaspstraat, Vechtstraat, Rijnstraat (belangrijkste verkeersader hier) en eindigt op de Hunzestraat. Ter hoogte van de Gaaspstraat zit een knik in de straat om haar te laten aansluiten op het stratenpatroon van de Rivierenbuurt.

## Openbaar vervoer

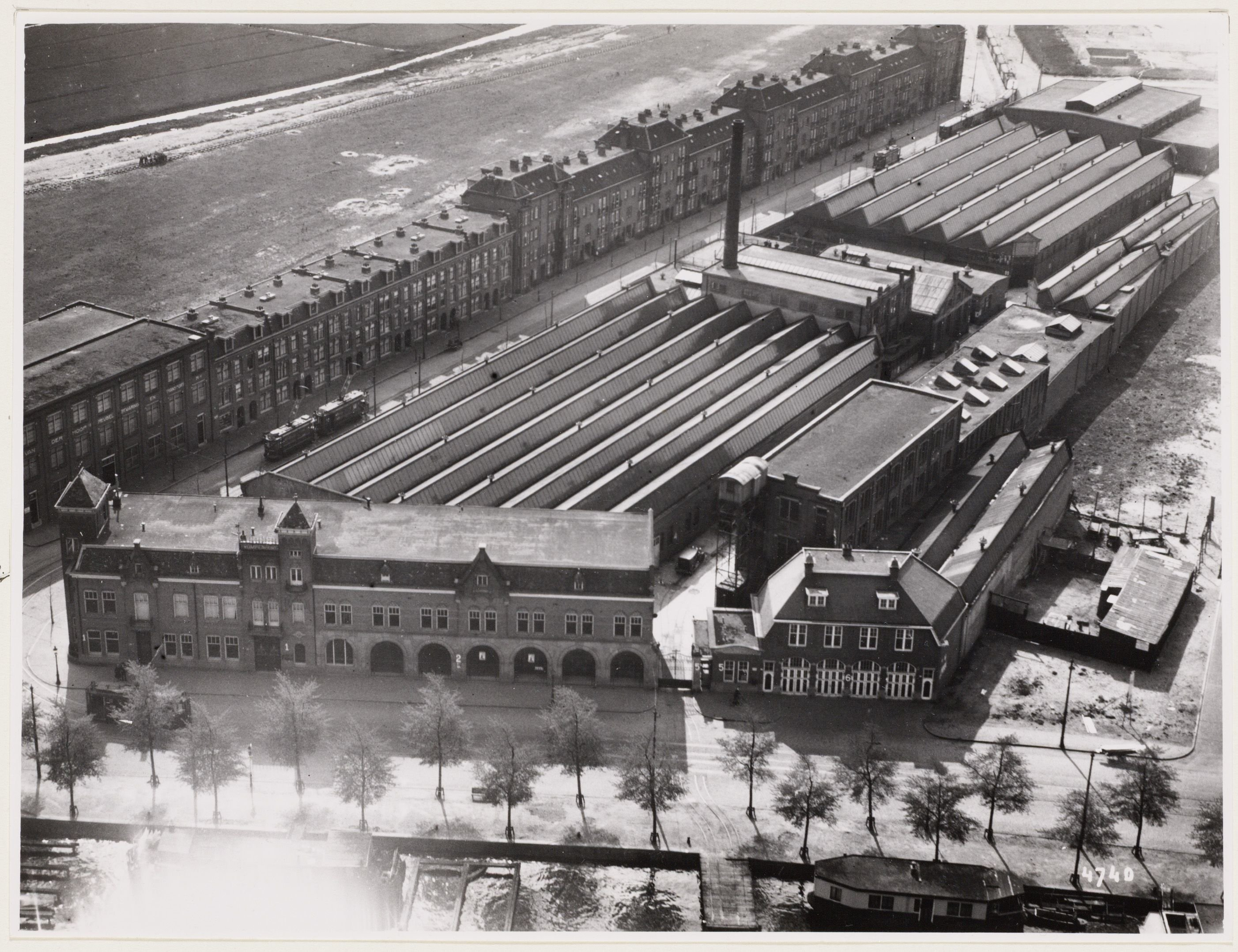
Vliegtuigfabriek met linksmidden de tram (1927)

Vanaf 1916 kreeg tram 4, komend vanaf de Amsteldijk zijn eindpunt in deze straat (een lus Amsteldijk-Trompenburgstraat-Rijnstraat). Van 22 oktober tot 21 december 1925 werd lijn 8, net als lijn 4, gesplitst in lijn 8A en 8W welke laatste zijn eindpunt had in de Trompenburgerstraat. Van 3 april 1930 tot 16 juni 1932 had ook tram 20 daar zijn eindpunt. In 1939 verdween de tram uit de Trompenburgstraat, toen het nieuwe eindpunt aan de Rivierenlaan voor tram 4 in gebruik kwam.

## Kunst in de openbare ruimte
Binnen de rooilijn van Amsteldok/Rivierstaete staan een beeld van André Volten getiteld Vier kolommen in een hoek van 45 graden. Het gevaarte heeft een hoogte van 13 meter. Op de hoek met de Gaaspstraat een beeld van Willem Coenraad Brouwer.

## Gebouwen
De straat is ingericht als woon/winkelstraat. De gebouwen dateren uit de periode jaren twintig en dertig met hier en daar een blokje recentere bouw. Meest in het oog springend is echter het hoekpand op de Amsteldijk, kantoor Amsteldok (voorheen Rivierstaete).
| Object                        | Bouwperiode | Monumentenstatus      | Omschrijving | Afbeelding |
| ----------------------------- | ----------- | --------------------- | --- | ---------- |
| Trompenburgstraat 3-11        | 1975        | geen                  | Blokje nieuwbouw |            |
| Trompenburgstraat 21-43       | 1898        | gemeentelijk monument | Het blokje arbeiderswoningen uit de tijd van de Spykerfabriek. Architect was dezelfde als van de fabriek bouwkundige J.Vis of Dolf van Gendt |            |
| Trompenburgstraat 45-95       | 1915        | gemeentelijk monument | Strokenbouw naar een ontwerp van Zeeger Gulden en Melle Geldmaker, boven een van de trappenhuizen is een gedenksteen geplaatst |            |
| Trompenburgstraat 97-103      | 1934        | geen                  | Blok van Arend Jan Westerman |            |
| Trompenburgstraat 105-109     | 1936        | geen                  | Architect G.F.A. Göbel en G. den Hertog |            |
| Trompenburgstraat 111-125     | 1934        | geen                  | Architect J. Jerphanion Jacobus Jerphanion (Amsterdam, 21 september 1897 – Swakopmunt, Zuid-Afrika, 30 juni 1988) emigreerde naar Zuid-Afrika, werkte wel samen met Arend Jan Westerman, liet zich inschrijven bij Cape Institute for Architecture. |            |
| Trompenburgstraat 127-145     | 1934        | geen                  | Architect Abel Kok |            |
| Trompenburgstraat/Amsteldijk  | 1973        | geen                  | Rivierstaete basis ontwerp Huig Maaskant |            |
| Trompenburgstraat/Amsteldijk  | 1973        | geen                  | op het terrein van Rivierstaete staat Vier kolommen onder een hoek van 45 graden van André Volten |            |
| Trompenburgstraat 4-10        | 1992        | geen                  | Blok nieuwbouw |            |
| Trompenburgstraat 12-24       | 1928        |                       | Architect Jo van der Mey Het betreft hier een U-vormig bouwblok, gevouwen rond Amsteldok. Van der Mey zorgde voor het uiterlijk van de huizen, Zeeger Gulden en Melle Geldmaker voor de plattegronden en achtergevels van Amsteldijk 162, Gaaspstraat 3-31, Lekstraat 1-11, Kromme Mijdrechtstraat 26-110 en Trompenbrugstraat 12-14. In de loop der jaren zijn veel verbouwingswerkzaamheden verricht, waarbij Zeeger Gulden vaak betrokken was. De woningen werden gebouwd voor L.J. Borst die per project een NV oprichtte. Afgebeeld boven huisnummer 12 tot en met 18; midden gesloopt, onder 20 tot en met 24. In 2023 werd Trompenburgstraat 12-18 gesloopt. |            |
| Trompenburgstraat 24          | 1928        |                       | Beeld van een oogstende boer van Willem Coenraad Brouwer op de hoek Gaaspstraat (als deel van een drieluik, waarvan de andere twee in de Lekstraat zijn geplaatst) |            |
| Trompenburgstraat             |             |                       | Terrein dienende als speelveld, met op de zuidwesthoek een elektriciteitshuisje |            |
| Trompenburgstraat ongenummerd | 1926-1928   | geen                  | Architect Jacobus Duncker (1867-1935) Betreft deel van een “katholiek bouwblok” met de Thomas van Aquinokerk met pastorie, school, zusterhuis en woningen, waarvan een deel in 1990 en een deel in 2004 is gesloopt. Het overgebleven gebouw Rijnstraat 113-115, Vechtstraat 92 en een gevel aan de Trompenburgstraat worden in 2018/2019 omgebouwd tot een appartementencomplex. Gebouw vertoont tekenen van Amsterdamse School en Kubisme. De woningen Rijnstraat 95-111 bleven uiterlijk ongewijzigd. Afgebeeld Trompenburgstraat (links) en Vechtstraat 92 (rechts)                                                                                             |            |
| Trompenburgstraat 30-38       | 1929        | geen                  | Architect Arend Jan Westerman Linker deel van foto |            |